# 2 جمادى الأولى
- السبت
- الأحد
- الاثنين
- الثلاثاء
- الأربعاء
- الخميس
- الجمعة

- 302 نوفمبر 2024
- 13 نوفمبر 2024
- 24 نوفمبر 2024
- 35 نوفمبر 2024
- 46 نوفمبر 2024
- 57 نوفمبر 2024
- 68 نوفمبر 2024
- 79 نوفمبر 2024
- 810 نوفمبر 2024
- 911 نوفمبر 2024
- 1012 نوفمبر 2024
- 1113 نوفمبر 2024
- 1214 نوفمبر 2024
- 1315 نوفمبر 2024
- 1416 نوفمبر 2024
- 1517 نوفمبر 2024
- 1618 نوفمبر 2024
- 1719 نوفمبر 2024
- 1820 نوفمبر 2024
- 1921 نوفمبر 2024
- 2022 نوفمبر 2024
- 2123 نوفمبر 2024
- 2224 نوفمبر 2024
- 2325 نوفمبر 2024
- 2426 نوفمبر 2024
- 2527 نوفمبر 2024
- 2628 نوفمبر 2024
- 2729 نوفمبر 2024
- 2830 نوفمبر 2024
- 291 ديسمبر 2024
- 12 ديسمبر 2024
- 23 ديسمبر 2024
- 34 ديسمبر 2024
- 45 ديسمبر 2024
- 56 ديسمبر 2024

2 جُمادى الأولى أو 2 جُمادی‌ الاَوَّل أو يوم 2 \ 5 (اليوم الثاني من الشهر الخامس) هو اليوم العُشرون بعد المائة (120) من أيَّام السنة (أو الحادي والعُشرون بعد المائة لو كان شهر ربيع الآخر مُتممًا لليوم الثلاثين أو الثاني والعُشرون بعد المائة لو أتم كلاً من صفر وربيع الآخر ثلاثين يوماً) وفق التقويم الهجري القمري (العربي). يبقى بعده 234 أو 235 يومًا لانتهاء السنة.

## أحداث
- 3 هـ - سرية زيد بن حارثة التي أرسلها النبي محمد لاعتراض قافلة لقريش، تلتقي بها عند ماء يُسمى "القردة"، ويصيب المسلمون العير، وكانت تلك أول غنيمة قيِّمة يغنمها المسلمون.
- 666 هـ - استرداد المسلمين بقيادة الظاهر بيبرس مدينة يافا من الصليبيين، بعد قتال دام اثنتي عشرة ساعة، فعادت بذلك إلى سلطان المسلمين.
- 726 هـ - السلطان العثماني أورخان بك يستولي على بورصة ويتخذها قاعدة له.
- 1185 هـ - الجيش الإمبراطوري الروسي المكوَّن من 200 ألف جندي يتعرض لخسائر فادحة أثناء عبوره نهر الطونة للسيطرة على مولدوفا ورومانيا.
- 1202 هـ - الإمبراطور الألماني جوزيف الثاني يعلن الحرب على الدولة العثمانية، تأييدًا لحليفته روسيا التي تحارب العثمانيين منذ 5 أشهر حول شبه جزيرة القرم.
- 1304 هـ - قوات الحبشة تهزم الإيطاليين في معركة دوغالي.
- 1352 هـ - توقف جريدة النبراس التي كان يصدرها الصحفي الجزائري أبو اليقظان إبراهيم عن الصدور.
- 1357 هـ - إجراء انتخابات المجلس التشريعي في الكويت، وهو أول مجلس تشريعي فيها، وتم خلال هذه الانتخابات اختيار 14 عضو من بين 20 مرشح.
- 1373 هـ - استقالة الشيخ محمد الخضر حسين من مشيخة الجامع الأزهر لاعتراضه على دمج القضاء الشرعي في القضاء المدني.
- 1399 هـ -
  - مجلس الجامعة العربية يقرر في اجتماعه ببغداد سحب السفراء العرب من مصر، وقطع العلاقات الدبلوماسية مع القاهرة، وتعليق عضويتها في الجامعة العربية، ونقل مقر الجامعة من القاهرة إلى تونس؛ احتجاجًا على معاهدة السلام المصرية - الإسرائيلية.
  - حوالي مائة في المائة من الإيرانيين يؤيدون في استفتاء إقامة جمهورية إسلامية في إيران.
- 1400 هـ - إسرائيل ترفض بناء جامعة عربية في القدس.
- 1411 هـ - علي عزت بيغوفيتش يتولى رئاسة البوسنة والهرسك.
- 1416 هـ - اغتيال الدكتور فتحي الشقاقي في مالطا أثناء عودته من ليبيا.
- 1418 هـ -
  - المقاومة اللبنانية الإسلامية تنجح في قتل 12 جنديًّا إسرائيليًّا من قوات النخبة في القوات البحرية الإسرائيلية، في كمين ناجح في بلدة أنصارية شمال مدينة صور اللبنانية.
  - عملية فلسطينية في القدس تسفر عن مقتل سبعة أشخاص وجرح 150 آخرين.
- 1425 هـ - السعودية تعلن عن مقتل عبد العزيز المقرن زعيم تنظم القاعدة في شبه الجزيرة العربية.
- 1429 هـ - اشتباكات مسلحة في بيروت وبعض المناطق اللبنانية بين أنصار الموالاة والمعارضة بما يشبه حربًا أهلية مصغرة.
- 1431 هـ - الرئيس القيرغيزي المخلوع قربان بيك باقايف يستقيل من منصبه ويغادر إلى كازاخستان.
- 1436 هـ - فيلم تمبكتو يفوز بجائزة أفضل فيلم وكذلك أفضل سيناريو ومخرجه عبد الرحمن سيساكو يفوز بأفضل مخرج، وبيار نيني يفوز بأفضل ممثل وأدال أنال تفوز بجائزة أفضل ممثلة، وذلك في الحفل الأربعين من جائزة سيزار.
- 1438 هـ - مقتل 6 أشخاص وجرح 17 أخرين إثر إطلاق نار بعد انتهاء صلاة العشاء في المركز الثقافي الإسلامي في مدينة كيبك الكندية.
- 1439 هـ - مصرع 52 شخص وإصابة 5 آخرين في حادثة حريق حافلة على طريق سمارا، شيمكنت في مديرية أورغس بمنطقة أكتوبي في كازاخستان.

## مواليد
- 1328 هـ - عبد الحليم محمود، الإمام الأربعون في سلسلة مشايخ الجامع الأزهر.
- 1344 هـ - نجوى سالم، ممثلة مصرية.
- 1369 هـ - صلاح رشوان، ممثل مصري.
- 1370 هـ -
  - حسين الإمام، ممثل مصري.
  - وجدي غنيم، داعية مصري.
- 1401 هـ - شذى سبت، ممثلة بحرينية.
- 1404 هـ - سعد الحارثي، لاعب كرة قدم سعودي.
- 1407 هـ - عبد الله الطراروة، ممثل كويتي.

## وفيات
- 413 هـ - ابن البواب، أحد عباقرة الخط في تاريخ الحضارة الإسلامية.
- 1334 هـ - عبد الحميد بن عبد الله الآلوسي، متصوف وشاعر عثماني عراقي.
- 1365 هـ - محمد حرز الدين، فقيه جعفري وشاعر عراقي.
- 1379 هـ - إبراهيم عبد الغني الدروبي - كاتب ومؤرخ وخطاط عراقي.
- 1406 هـ - آسيا داغر، ممثلة ومنتجة مصرية من أصل لبناني.
- 1410 هـ -
  - أحمدو أهيجو، رئيس الكاميرون الأول.
  - حسن فتحي، معماري مصري.
- 1416 هـ - فتحي الشقاقي، مؤسس حركة الجهاد الإسلامي في فلسطين.
- 1433 هـ - ناجي طالب، رئيس وزراء العراق.
- 1439 هـ
  - آلاء العوادي، إعلامية عراقية.
  - صبري موسى، كاتب روائي وصحفي وسيناريست مصري.

## وصلات خارجية
- موقع قصة الإسلام: حدث في شهر جُمادى الأولى.